# Pfarrhaus (Beckstetten)

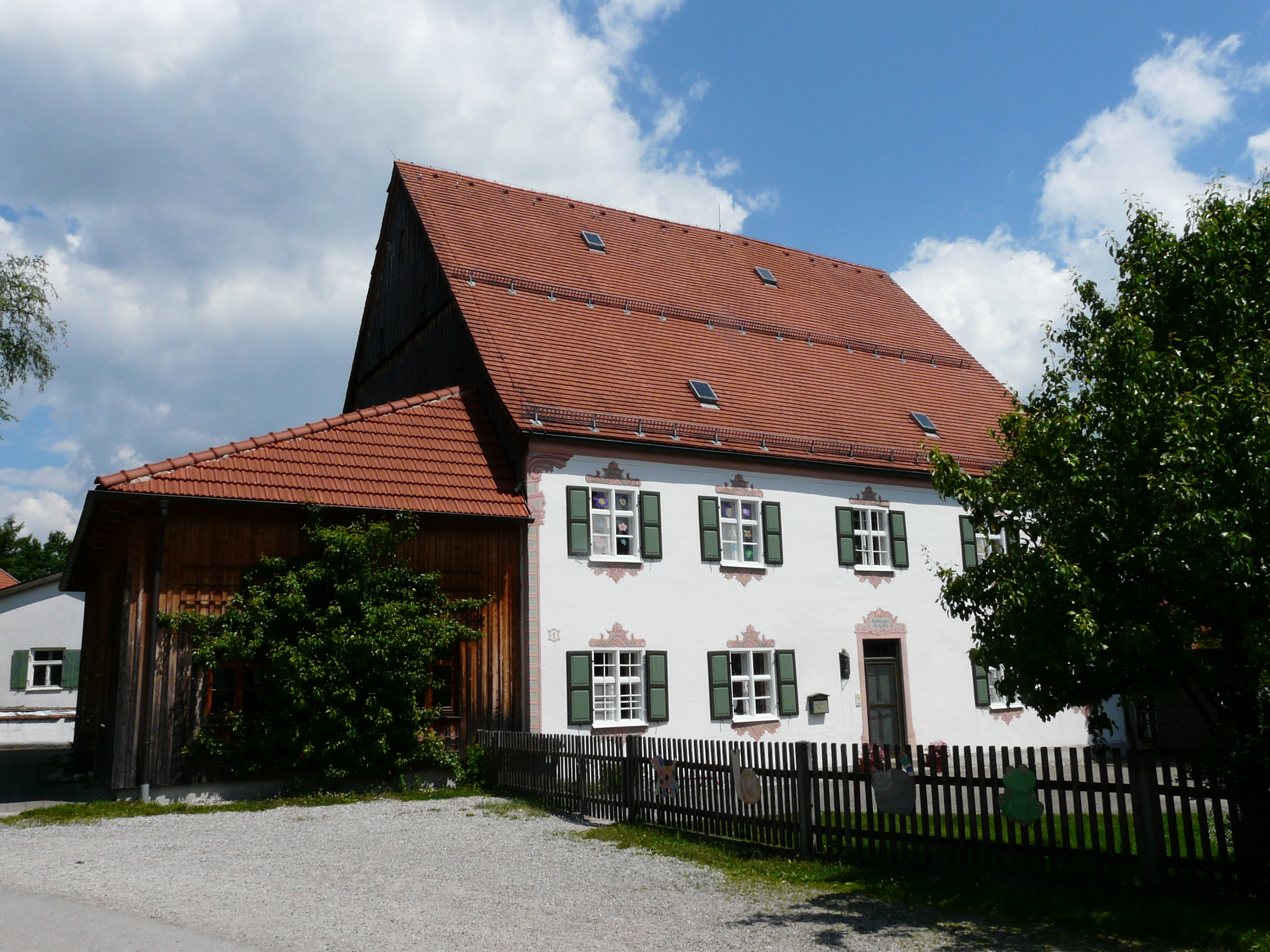
Ehemaliges Pfarrhaus in Beckstetten

Das Pfarrhaus in Beckstetten, einem Gemeindeteil von Jengen im Landkreis Ostallgäu im bayerischen Regierungsbezirk Schwaben, wurde 1735 errichtet. Das ehemalige Pfarrhaus südlich der katholischen Pfarrkirche St. Agatha ist ein geschütztes Baudenkmal.
Der zweigeschossige Satteldachbau mit Bandel- und Blattwerkstuckaturen besitzt zwei zu vier Fensterachsen.
Das Gebäude wird als Kindergarten genutzt.